# 瀬長
瀬長（せなが）は、沖縄県豊見城市の地名。郵便番号は901-0233。
那覇市のベッドタウンとして発展している豊見城市の中でも、観光地として開発が進む瀬長島を中心とした地域。

## 地理
豊見城市西部に位置する。北側に那覇市具志、東側に田頭、南側に与根、豊崎干潟を挟んで豊崎と接し、西は東シナ海に面している。

## 歴史

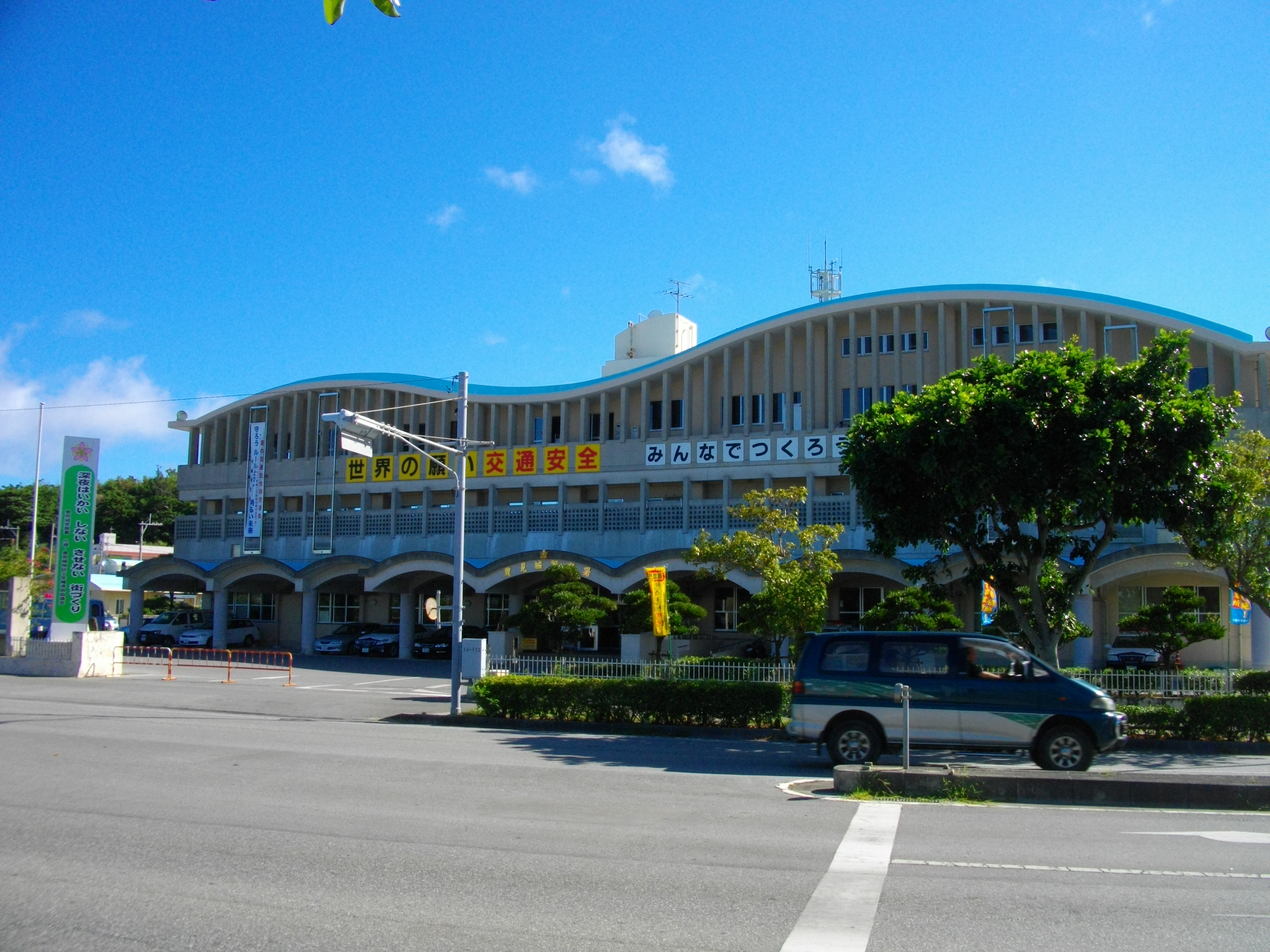
豊見城警察署

太古の時代、琉球の国を創ったアマミキヨの子、南海大神加那志が最初にこの島に住み、そこから豊見城の世立てが始まったという豊見城発祥伝説が残る。
島内にはかつて瀬長グスクがあった。これまでに中国製青磁や陶器・グスク系土器などが出土している。
1719年（康煕58年）に来琉した中国の冊封副使・徐葆光は、瀬長島を訪れた際の様子について、『遊山南記』の中で、美しい砂浜の静けさと大勢の人が雨宿り出来るほどの巨石奇岩の様子など、その変化に富んだ景観を讃えている（『琉球国使略』）。また、昭和11年には沖縄八景の一つに数えられるなど、豊見城を代表する風光明媚な景勝地であった。
1944年（昭和19年）、沖縄戦に伴い住民らに島外退去が命ぜられ、引き続き戦後も島全体が米軍基地として接収されることとなった為、やむなく島民は対岸で集落を構えざるを得なかった。このときの基地建設工事で島は大きく削り取られ、また、島と本島および空港とをつなぐ２本の海中道路が取付けられるなど景観は激しく変貌した。島は、長らく米海軍弾薬貯蔵基地として使用され、1977年（昭和52年）には返還された。
戦前まで島内には、瀬長グスクの遺構を始め、子宝祈願とともに誕生する新生児の性別を占った「子宝岩（イシイリー）」、さらに『琉球国由来記』にも記述のある瀬長ノ嶽など多くの遺跡や拝所、井泉等が残り、信仰の対象として各地から参拝者が訪れていたが、戦後は立入禁止となり遺構の多くが基地建設と同時に破壊され往時の面影はほとんど残されてない。対岸のアカサチ森に遥拝所が建てられ、島内にあった拝所、井泉等が集合移設されている。アンジナムヌメーや浜下りは、瀬長島とゆかりのある行事であり、また、男女の恋愛を題材とした組踊「手水の縁」の一幕も、瀬長島が舞台設定であると言われている。
近年は、那覇空港からのアクセスが良く、飛行機や夕日を眺めることができる島のため、観光客に人気が出ており、ホテルや商業施設、レジャー施設、公園などの整備が進められ、リゾートアイランドとも呼ばれるようになった。

## 施設

### 公共施設等

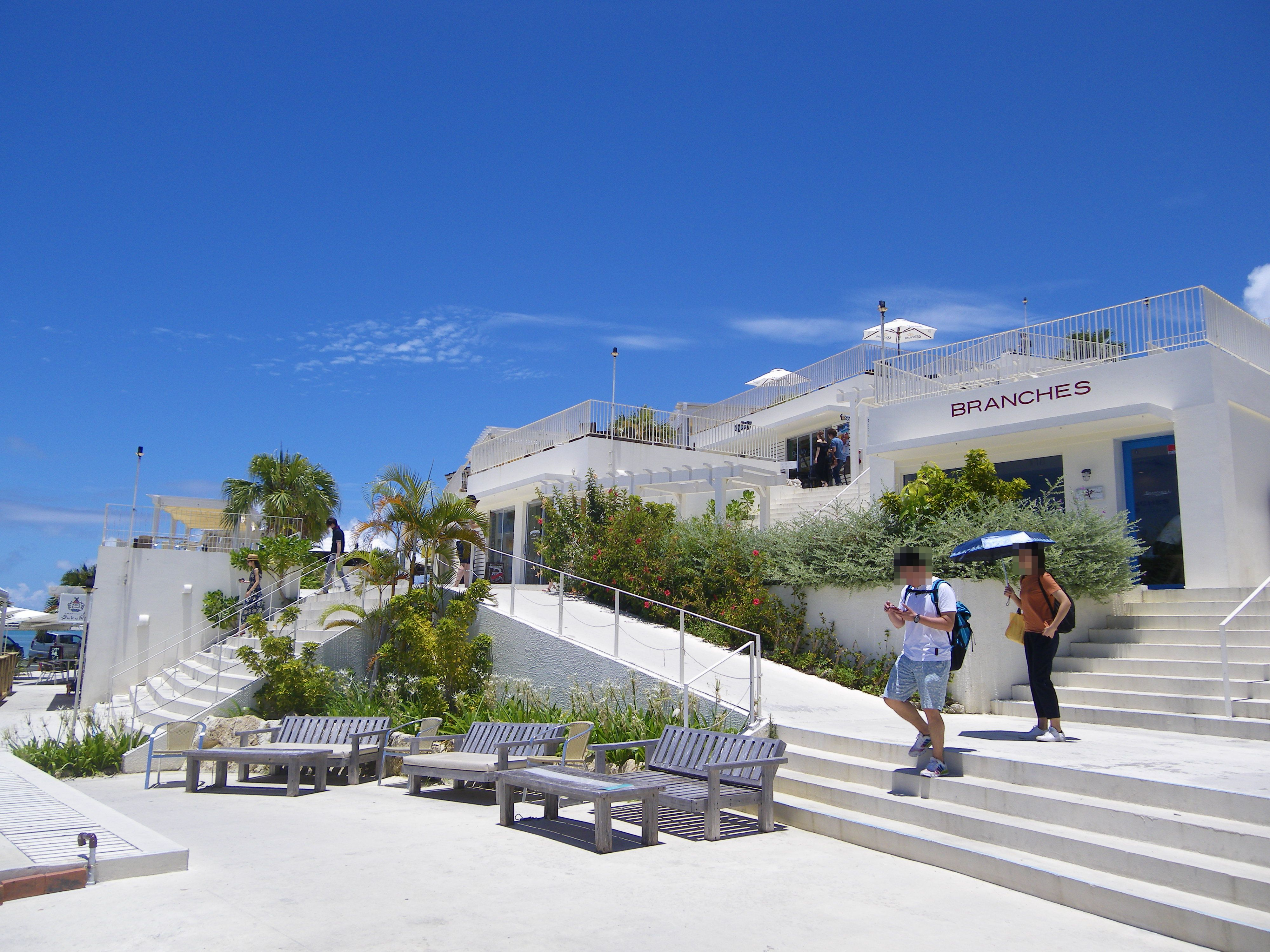
瀬長島ウミカジテラス

- 豊見城警察署 - 管轄区域には那覇空港も含まれている。
- 瀬長公民館
- 瀬長島野球場
- 瀬長島コミュニティスポーツ広場
- FMとよみ 瀬長島サテライトスタジオ

### 観光・商業施設等

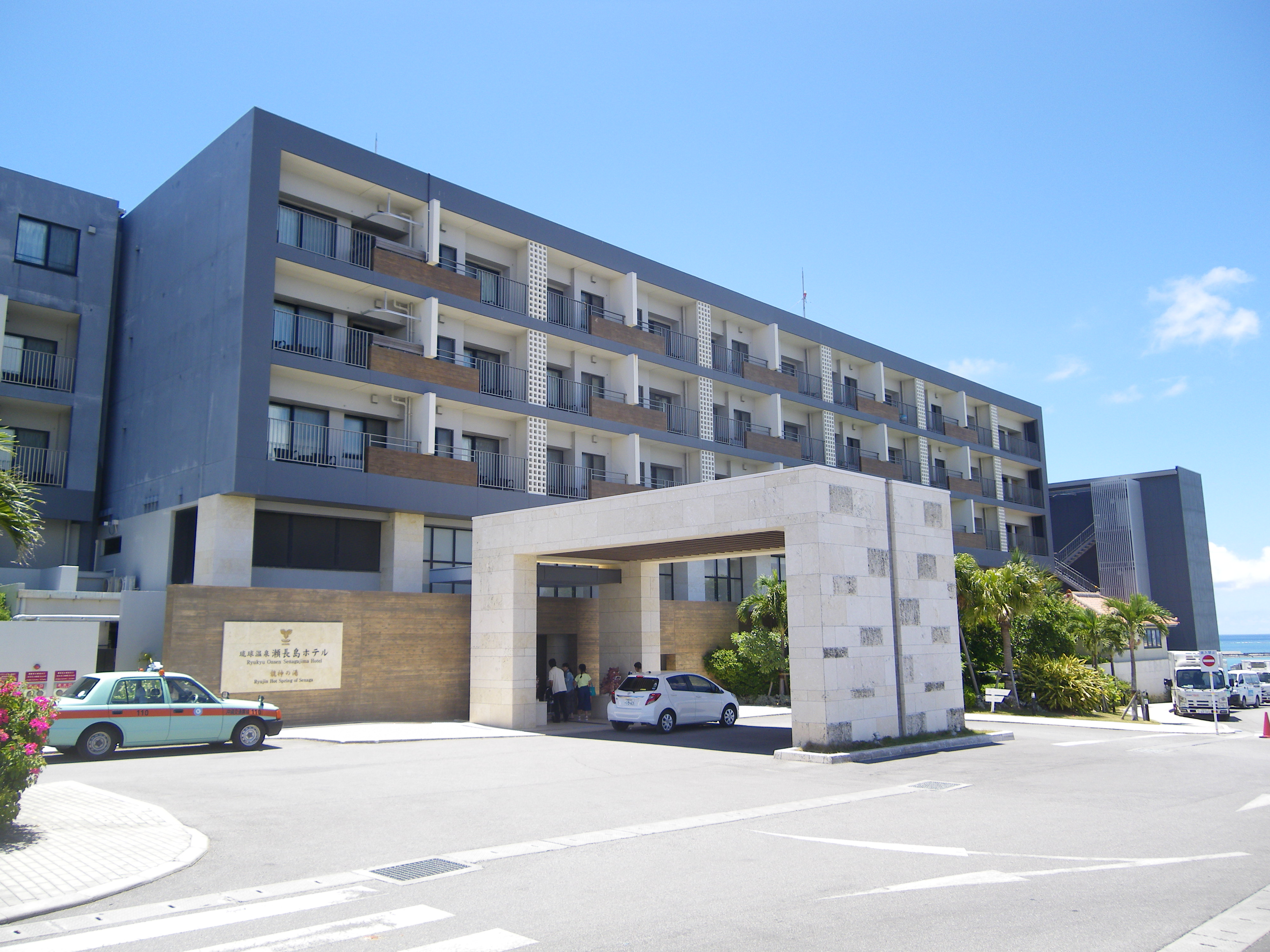
琉球温泉瀬長島ホテル

- 瀬長島ウミカジテラス - 約40の店舗が集まる商業施設。
- 琉球温泉瀬長島ホテル
- 琉球温泉龍神の湯 - 瀬長島の地下1,000mから湧き出ている天然温泉。
- ISLAND MAGIC SENAGAJIMA by WBF
- WBFリゾート沖縄(株) 本社
- 一般社団法人瀬長島ツーリズム協会

### 史跡・公園等
- 瀬長グスク跡
- 瀬長島の子宝岩（復元）
- 瀬長ビーチ
- 瀬長島展望台
- 瀬長のアカサチ森、アカサチ森壕跡
- 瀬長公園

## 交通

### バス
以下のバス停留所が存在する。
- 田頭
- 瀬長
- 瀬長島（ホテル前）[2]

上記バス停に停車する全ての路線を掲載する。
路線詳細については沖縄本島のバス路線を参照のこと。
| 系統  | 路線名                       | 運行区間           | 運行区間                         | 運行本数 | 運行本数 | 運行本数 | バリアフリー   | 事業者                 | 備考                 |
| ----- | ---------------------------- | ------------------ | -------------------------------- | -------- | -------- | -------- | -------------- | ---------------------- | -------------------- |
|       |                              | バス停留所名       | バス停留所名                     | 平日     | 土曜     | 日曜     |                |                        |                      |
| 45番  | 与根線（真玉橋経由）         | 三重城             | 具志営業所                       | 22       | 18       | 18       |                | 那覇バス               |                      |
| 45番  | 与根線（豊見城高校経由）     | 三重城             | 具志営業所                       | 2        | ー       | ー       |                | 那覇バス               |                      |
| 101番 | 平和台安謝線                 | 具志営業所         | 市場北口                         | 9        | 9        | ー       | 一部車いす対応 | 那覇バス               | 那覇BTに停車         |
| 101番 | 平和台安謝線（県庁南口経由） | 具志営業所         | 市場北口                         | 2        | ー       | ー       | 一部車いす対応 | 那覇バス               |                      |
| ー    | ウミカジテラス無料シャトル   | 瀬長島（ホテル前） | モノレール赤嶺駅                 | 17       | 17       | 17       | 対応なし       | 瀬長島 ツーリズム 協会 | 途中無停車           |
| ー    | ウミカジテラス無料シャトル   | 瀬長島（ホテル前） | 那覇空港（モノレール赤嶺駅経由） | 17       | 17       | 17       | 対応なし       | 瀬長島 ツーリズム 協会 | 途中無停車、上りのみ |
| ー    | ウミカジテラス無料シャトル   | 瀬長島（ホテル前） | パレット久茂地前                 | 4        | 4        | 4        | 対応なし       | 瀬長島 ツーリズム 協会 | 途中無停車           |

参考：バスマップ沖縄、ちゅらバス@なび

### 道路

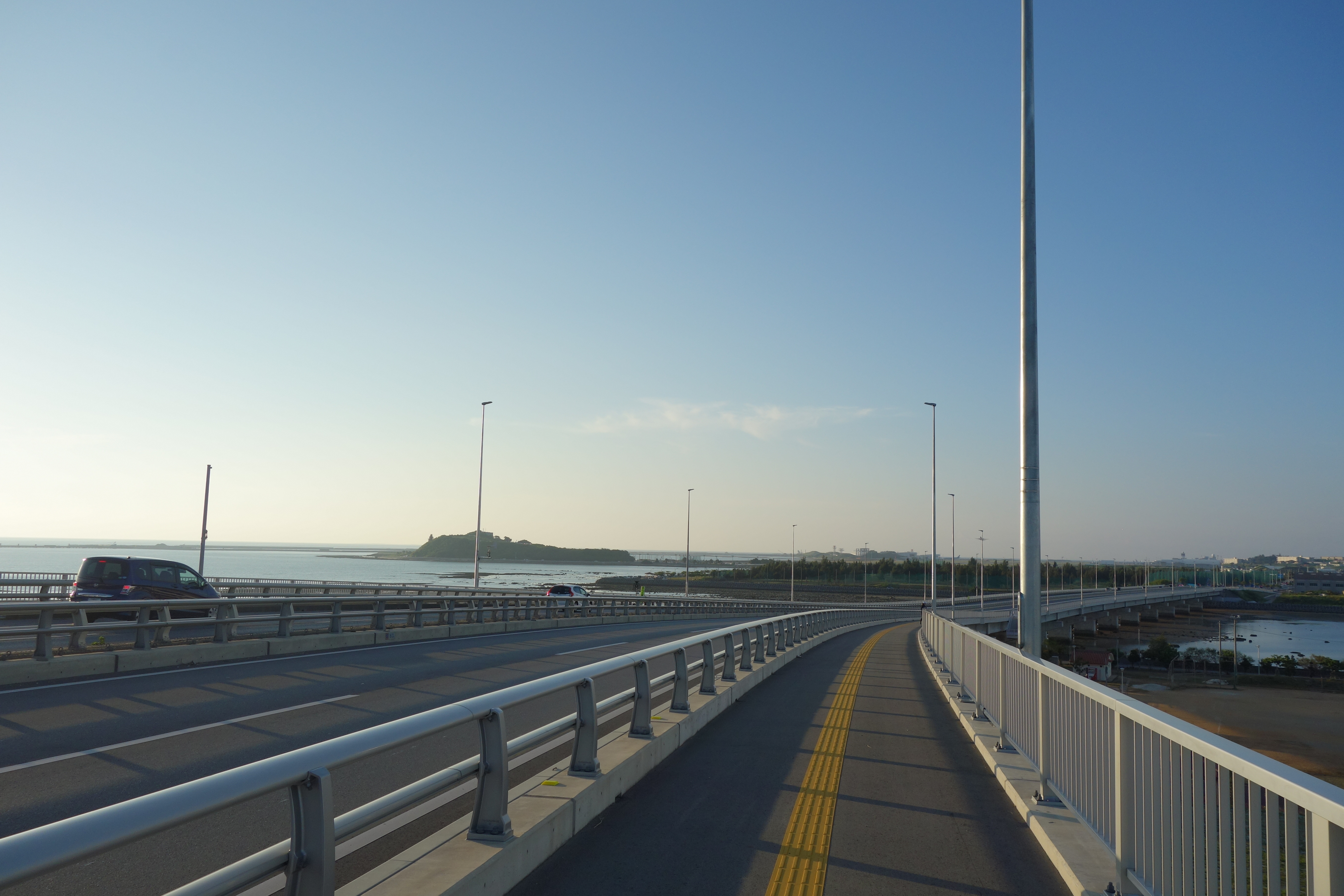
国道331号線（豊見城道路）

- 国道331号線
  - 沖縄西海岸道路（豊見城道路）

2016年に4車線化全面開通した。